# Campeonato Amazonense Segunda Divisão
Il Campeonato Amazonense Segunda Divisão è il secondo livello calcistico nello stato dell'Amazonas, in Brasile.

## Stagione 2023
- Clipper (Manaus)
- JC (Manaus)
- Librade (Manacapuru)
- RB do Norte (Manaus)
- São Raimundo-AM(Manaus)
- Sul América (Manaus)
- Unidos do Alvorada (Manaus)

## Albo d'oro
| Anno   | Campione           |
| ------ | ------------------ |
| 1914   | Manaos Sporting    |
| 1915   | Manaos Sporting    |
| 1916   | Manaos Sporting    |
| 1917   | Rio Negro          |
| 1931   | Fast Clube         |
| 1947   | Fluminense         |
| 1957   | Internacional      |
| 1958   | Guarani            |
| 1959   | Estrela do Norte   |
| 1960   | América            |
| 1961   | Labor              |
| 1962   | América            |
| 2007   | Holanda            |
| 2008   | Rio Negro          |
| 2009   | Manaus Compensão   |
| 2010   | Operário           |
| 2011   | CDC Manicoré       |
| 2013   | Manaus             |
| 2014   | Operário           |
| 2017.1 | Holanda            |
| 2017.2 | São Raimundo       |
| 2018   | Iranduba           |
| 2019   | Amazonas           |
| 2020   | Cliper             |
| 2021   | Manauara           |
| 2022   | Rio Negro          |
| 2023   | Unidos do Alvorada |

## Titoli per squadra
| Squadra            | Città            | Titoli |
| ------------------ | ---------------- | ------ |
| Manaos Sporting    | Manaus           | 3      |
| Rio Negro          | Manaus           | 3      |
| América            | Manaus           | 2      |
| Holanda            | Rio Preto da Eva | 2      |
| Operário           | Manacapuru       | 2      |
| Amazonas           | Manaus           | 1      |
| CDC Manicoré       | Manicoré         | 1      |
| Cliper             | Manaus           | 1      |
| Estrela do Norte   | Manaus           | 1      |
| Fast Clube         | Manaus           | 1      |
| Fluminense         | Manaus           | 1      |
| Guarani            | Manaus           | 1      |
| Internacional      | Manaus           | 1      |
| Iranduba           | Iranduba         | 1      |
| Labor              | Manaus           | 1      |
| Manauara           | Manaus           | 1      |
| Manaus Compensão   | Manaus           | 1      |
| Manaus             | Manaus           | 1      |
| São Raimundo       | Manaus           | 1      |
| Unidos do Alvorada | Manaus           | 1      |